# Carson Cistulli
Carson Cistulli est un poète américain, né à New Hampshire le 23 décembre 1979. Influencé par Kenneth Koch, la poésie dit "avant-garde", Rimbaud et Jarry, Cistulli est l'auteur de Some Common Weaknesses Illustrated (2006), A Century of Enthousiasm (2007), The Prostituesdays Anthology (éditeur, 2008) et Spirited Ejaculations of a New Enthusiast (2015).
Également fan de baseball et sabermétricien, Cistulli est rédacteur pour FanGraphs, dont il anime le podcast FanGraphs Audio.

## Biographie

### Jeunesse
Carson Cistulli est le fils de Philippe Cistulli Jr. et de Holly Young. Frère aîné de Sam Cistulli (aujourd’hui, jeune comédienne à New York), il passe son enfance à Concord jusqu'au divorce de ses parents en 1994. En 1994, à l'âge de 14 ans, il entre à Milton Academy où il se montre brillant élève. C'est vers cet âge que Cistulli commence à versifier.

### Rencontre Avec Koch
Cistulli entre en 1998 à l'université Columbia où il étudie avec Kenneth Koch. "The poetry world is like that. If you’re a musician and your favorite musician is Bob Dylan you can’t just show up at Bob Dylan’s house. You can’t just hang out with Bob Dylan [comme il fit avec Koch]."
Il l'obtient le diplôme d'études supérieures à l'Université du Massachusetts à Amherst.

### Kali
Il épouse Kali Coles le 1er août 2009, une professeur de français à l'Université de Wisconsin-Madison. Sa déclaration de l'amour, "To Kali," publié en 2007, commence en ces termes:

« Lara in front of me here is wondrous as a bullet's

metaphysics. Jessica is advanced parlance. Therese is subtle

interpretation. Noel is dances on the occasion of a picnic.

After all of them, what is Kali? I don't know

[...] no word she speaks has a true synonym »

Ils ont accueilli un petit garçon, Jackie, en août 2017.

## Poésie
Influencé par Kenneth Koch et l'école dit « avant-garde » dans sa jeunesse, il mélange les genres, les langages et les valeurs différents. Les références à la pop-culture et l'intertextualité sont fréquents dans son œuvre.
En 2006, il publie son premier grand ouvrage, Some Common Weakenesses Illustrated, et les récits Assorted Fictions et Origin.
En 2007, il publie A Century of New Enthousiasm, avec des thèmes de plus en plus personnels.
En 2012 sort son ouvrage The Posthumous Work of Carson Cistulli et en 2015 Spirited Ejaculations of a New Enthusiast.

## Œuvres
- Englished by Diverse Hands (2003)
- Free Radicals: American Poets Before Their First Books (2004)
- Some Common Weaknesses Illustrated (2006)
- Assorted Fictions (2006)
- Origin (2006)
- A Century of Enthousiasm (2007)
- The Prostituesdays Anthology (2008)
- The Posthumous Work of Carson Cistulli (2012)
- Spirited Ejaculations of a New Enthusiast (2015)